# Lebeckia dinteri
Lebeckia dinteri är en ärtväxtart som beskrevs av Hermann August Theodor Harms. Lebeckia dinteri ingår i släktet Lebeckia och familjen ärtväxter. IUCN kategoriserar arten globalt som livskraftig. Inga underarter finns listade i Catalogue of Life.